# Chocolat ruby

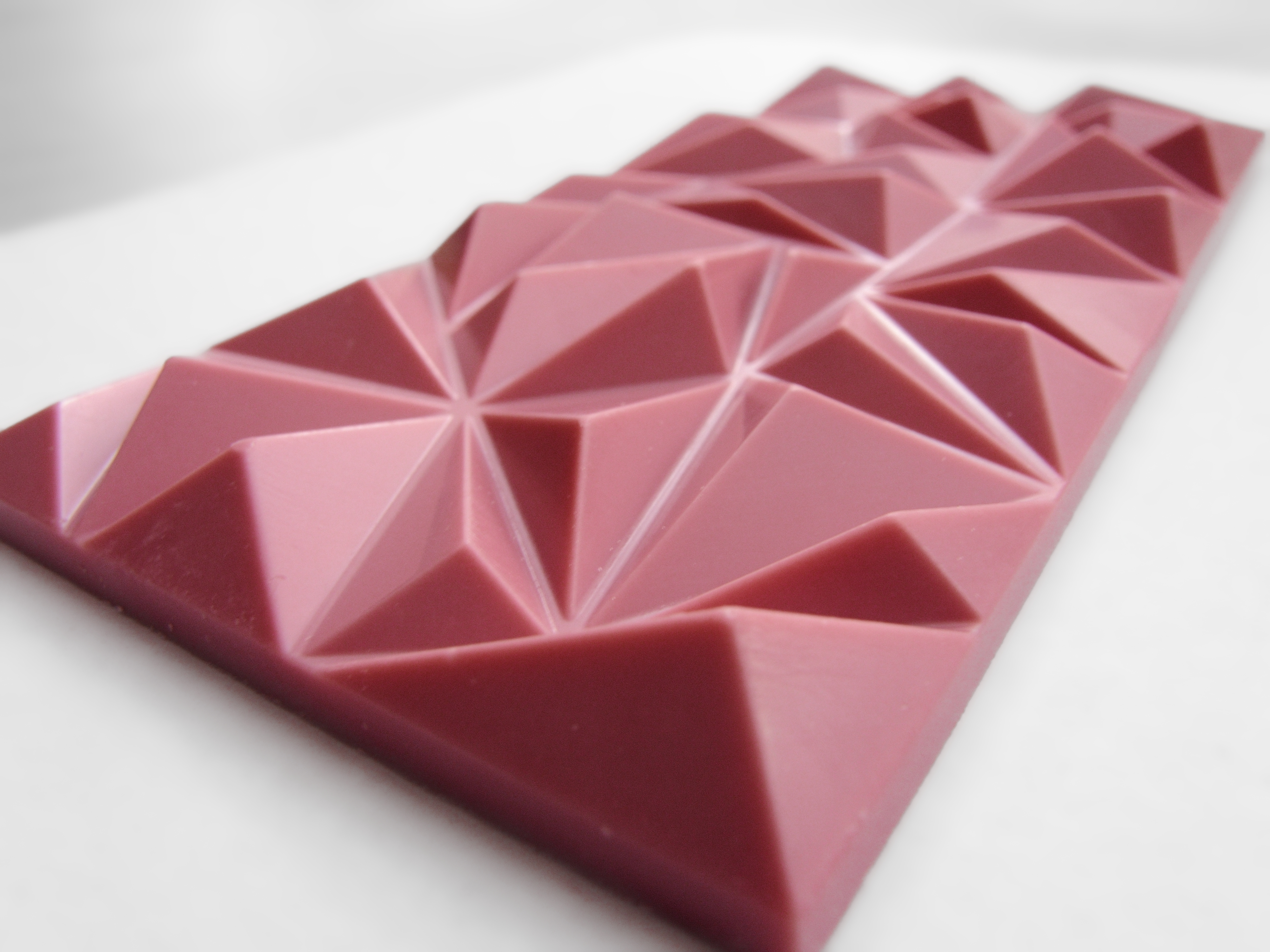
Chocolat ruby.

Le chocolat ruby est une variété de chocolat conçue par l'entreprise de cacao belgo-suisse Barry Callebaut. Son développement a commencé en 2004, et elle a été dévoilée en 2017. Sa texture rappelle celle du chocolat blanc et son goût, celui des baies avec des notes d’agrumes.

## Fabrication
Le chocolat ruby est fabriqué à partir de fèves de cacao dites « rubis ». En plus des produits issus de la fève de cacao, sa composition comprend du lait,. Bien que la méthode de production exacte soit secrète, il est considéré[Par qui ?] que le cacao rubis est obtenu à partir des fèves de cacao non fermentées du Brésil Lavados,,. En effet, Barry Callebaut a déposé un brevet en 2009 pour une « matière dérivée du cacao » à partir de fèves de cacao non fermentées (ou fermentées pendant trois jours au plus) qui deviennent rouges ou violettes après traitement par un acide. Les fèves seraient ensuite dégraissées par de l'éther de pétrole,.

## Le «quatrième chocolat»
Le chocolat ruby est commercialisé comme le « quatrième » type de chocolat, à côté du chocolat noir, du chocolat au lait et du chocolat blanc. Un autre type de chocolat a cependant été commercialisé avant lui, le chocolat blond, ou chocolat Dulcey, créé par Valrhona en 2006.[réf. nécessaire] Celui-ci est issu de la caramélisation du chocolat blanc.
En février 2025, Leclerc propose une pâte à tartiner à base de fèves de cacao rubis sous la marque Nustikao de Marque Repère.